# Adol'f Abramovič Ioffe
Adol'f Abramovič Ioffe (in russo Адольф Абрамович Иоффе?; Sinferopoli, 22 ottobre 1883, 10 ottobre del calendario giuliano – Mosca, 17 novembre 1927) è stato un rivoluzionario, politico e diplomatico sovietico.

## Biografia
Membro del Partito Operaio Socialdemocratico Russo fin dal 1902, si recò successivamente a Berlino dove studiò medicina. Nel 1908 venne espulso e rimpatriato, mentre tra il 1910 e il 1912 studiò giurisprudenza a Zurigo. Tornato in Russia, fu arrestato ed esiliato in Siberia; all'indomani della Rivoluzione di febbraio del 1917 ottenne l'amnistia ed entrò insieme a Trockij e Urickij nel Partito bolscevico, facendo parte dall'estate e per alcuni mesi del Politburo e della Segreteria.
Successivamente fu rappresentante diplomatico della RSFS Russa in Germania e in Cina e poi dell'Unione Sovietica in Gran Bretagna e in Austria.
Ammalatosi gravemente, si tolse la vita nel 1927, lasciando una lettera d'addio indirizzata all'amico Trockij, in cui criticava aspramente la leadership staliniana e auspicava il "risveglio" del partito.